# Chevroux (Szwajcaria)
Chevroux – miejscowość i gmina (commune) w zachodniej Szwajcarii, w kantonie Vaud, w okręgu (district) Broye-Vully. Leży nad jeziorem Lac de Neuchâtel.

## Demografia
W Chevroux mieszka 507 osób. W 2021 roku 10,7% populacji gminy stanowiły osoby urodzone poza Szwajcarią. 